# فهرست کانال های تلویزیونی به زبان اودیا
لیستی از ایستگاه های تلویزیونی ارزشمندی می باشد،که به زبان اودیا، زبان رسمی اودیشا ، هند پخش می گردد.

## کانال دولتی
- دی دی اودیا [۱]

## سرگرمی عمومی
- رنگ های اودیا [۲]
- تلویزیون ترنگ [۳]
- سوپراستار جاش
- تلویزیون اکامرا منورنجان
- نیلاچاکرا اکامرا
- زی سرتاک [۴]
- تلویزیون لاکشیا
- اودیشا پلاس
- تلویزیون سیدارت
- ستاره کیران [۵]
- تلویزیون منجری (فقط دیجیتال)

### کانال های غیرمتداول
- ای تی وی اودیا
- تلویزیون اولیوود
- تلویزیون سرتاک

## اخبار
- تلویزیون اودیشا
- اخبار زنده اودیشا
- کاناک نیوز
- ناکساترا نیوز
- تلویزیون کامیاب
- تلویزیون ام بی سی (هند)
- اس تی وی سماچار
- تلویزیون چیلیکا
- تلویزیون کالینگا
- اخبار۱۸ اودیا
- پرامیا نیوز۷
- اخبار اودیشا
- سیتی پلاس
- زمان اودیشا
- اتی وی بهارات اودیشا
- اودیشا نیوز ۹
- تلویزیون ناندقوشا
- اخبار اکامرا اس
- نیوز ایکس اودیا
- رویا پلاس تی وی
- آرگوس نیوز
- اکامرا بهارات اودیا
- بادا خبر
- اخبار زی اودیشا (فقط دیجیتال)

### کانال های غیرمتداول
- تمرکز اودیشا
- زی اودیشا

## فیلم ها
- تلویزیون آلانکار
- سینما اکامرا
- سیذارت طلا

## موسیقی
- ترنگ موزیک
- مو اودیا
- موسیقی اکامرا
- موزیک سیذات (فقط دیجیتال)
- زی موزیک اودیا (فقط دیجیتال)
- موسیقی منجری (فقط دیجیتال)

## بچه ها
- ا تی وی بال بهارات [۶] (فید صوتی اودیا)
- سیدارت اوتساو (هنوز راه اندازی نشده)

## دینی
- تلویزیون پرارتانا
- اکامرا پاراماتما
- سیذارت باکتی
- جی جاگانات

## کانال های اچ تی
- ستاره کران اچ تی
- ترنگ تلویزیون اچ تی (هنوز راه اندازی نشده)
- زی سرتاک اچ تی (هنوز راه اندازی نشده)